# Borja Crespo
Borja Crespo Villegas (n. Bilbao, España, 1971) es un director, productor cinematográfico, escritor, ilustrador e historietista español, gestor cultural y asesor artístico. Ha dirigido y producido videoclips, spots publicitarios, cortos, teatro y televisión. También ha dirigido y realizado labores de asesor y coordinador de eventos en torno al cine, el cómic y la cultura popular. En el campo de la historieta ha publicado varias referencias. Imparte clases de cine y cómic en universidades, eventos, jornadas... Ha comisariado diversas exposiciones. Ha dirigido y producido el largometraje Neuroworld (2014), basado en las historietas de M.A. Martín. Es socio de Sayaka Producciones, junto a Nahikari Ipiña, Nacho Vigalondo, Koldo Serra y Borja Cobeaga. Actualmente colabora con El Correo y otras cabeceras de Grupo Vocento semanalmente, y ha realizado columnas, secciones o reportajes para el periódico El Mundo y otras publicaciones ("El butano popular", "Primera Línea", "Cactus", Fotogramas, "Rockdelux", "Neo2", "Vanidad", "Belio", "Zona Cómic"...).

## Biografía
Comienza a escribir y dibujar en el fanzine 2000 maníacos a principios de los noventa. En la misma época colabora en las páginas del fanzine Subterfuge y forma parte del equipo original de redactores de la revista Quatermass, además de editar su propio fanzine de historietas, BURP!, y publicar en La Comictiva, Mono-Gráfico, etc.
En 1998 se traslada a Madrid para trabajar directamente para la discográfica Subterfuge Records, dirigiendo las secciones Subterfuge Comix y Subterfuge Video (su brazo audiovisual).
Publica su primer álbum de cómics (Tales from the Splatter Family) protagonizado por una maruja psycho-killer, y arranca una andadura por diferentes revistas del mundo del cómic, el cine y la música como Travelling, Trama, Subterfuge, Mundo Canalla, Kabuki, BELIO, El Balanzin o El Manglar, entre otras. 
En 2001 se publica su comic-book Comic Horror Freak Show (Hilargi Ediciones), de contenido humorístico, ciertamente corrosivo y despiadado, y, en 2002 ve la luz su álbum de historietas titulado El cielo más alto (Aralia), con temática algo más intimista. 
En 2002 realizó el cortometraje Snuff 2000, basado en el cómic homónimo de Miguel Á. Martín por el que fue nominado al Méliès de Oro como mejor cortometraje europeo de género fantástico.
Fue director del Festival Internacional de Cine de Comedia de Peñíscola desde 2003 a 2005, coordinador del Festival de Cine Fantástico de Bilbao (FANT) de 2000 a 2002, asesor artístico y coordinador del Salón del Cómic de Getxo desde su primera edición en 2002, labor en la que continúa, y asesor del Festival de Cine de Málaga en 2007.  
En 2006 abrió su propio blog (www.infraser.com), en el que hablaba sobre cine, cómics, música y otros temas culturales y de actualidad. Ha colaborado como columnista en "El butano popular", site que reúne textos de librepensamiento, y en la revista "Cactus". En la revista "Primera Línea" contó con una sección propia de entrevistas, "Charlas caníbales", desde 2014 hasta el cierre de la cabecera. También publicó textos en portales de cine como "Cine365", "Las horas perdidas", "We love cinema"...
En 2008 publica el cómic "Devuélveme mi Secreto" (Arsénico Cómics) y coordina junto a Rubén Lardín la revista "Interzona". Con Chema García crea la serie Diox para "El Manglar". 
En 2009 publica con Astiberri el libro-cómic Cortocuentos, con ilustraciones de Chema García. Se trata de una recopilación de cuentos breves que “cuentan lo máximo con lo mínimo”. Crespo ha sido nominado al Premio a la Divulgación en el Salón Internacional del Cómic de Barcelona en 2009, 2010 y 2011. Con "Cortocuentos" fue nominado a los premios al Mejor Guion y Mejor Obra en Expocómic 2010. "Cortocuentos 2", también de Astiberri, vio la luz en 2012. En 2014 guioniza el cómic "Unamuno: El hombre y la razón", con dibujos de Álex Orbe (reeditado en euskera y castellano en 2021 por El Gallo de Oro). En 2015 publica "Usted no es una persona normal" con Libros de Autoengaño, una recopilación de relatos y columnas ilustradas por diversos dibujantes reconocidos. En 2016 es editor del volumen colectivo "Teresa Perales Comics" para Fundación Telefónica.
En 2016 publica el cómic "Contigo nunca" con Libros de Autoengaño, en el mismo incluye el fanzine "Todo lo que he dicho es mentira" con ilustraciones de Klari Moreno. La presentación se llevó a cabo durante el GRAF con Moderna de Pueblo.
En 2018 publica el libro de columnas 'Flan con Napalm', con ilustraciones de la artista visual Raquel Meyers, de la mano de Libros de Autoengaño. También ve la luz el libro "100 pelis para ver y darle al coco", publicado por Yorokobu con dibujos de Juan Díaz-Faes. En 2020, durante el confinamiento, coordina y edita el webcómic PANZINE, el fanzine confinado, con colaboradores de peso y nuevos talentos. En 2021 realiza junto a Raquel Meyers el proyecto artístico muntidisciplinar 'Elige tu propia normalidad', en el Centro de Cultura Contemporánea AZ- Alhóndiga Bilbao.
Además, es autor de los libros El infierno que camina (Ed. Midons), en torno a la película La noche de los muertos vivientes (George A. Romero, 1968) y Plastilina Cerebral (Animadrid), sobre el cine de animación de Pablo Llorens. También ha participado en los libros colectivos "Very Funny Things. Nueva comedia americana", publicado por el festival Internacional de Cine de San Sebastián; Cine fantástico y de terror español. 1900-1983, Cine fantástico y de terror español. 1984-2004, Metal Hurlant y el cine fantástico y Cronenberg. Los misterios del organismo, editados por la Semana de Cine Fantástico y de Terror de San Sebastián; Los hijos de Pulgarcito. De Bruguera a la historieta actual: conexiones (Astiberri) y Roger Corman (Cuadernos de Filmoteca Canaria). 
Dirigió Mostra Cómic (2010 y 2011), dentro del marco de la Mostra de Valencia, y otros eventos como DSFF (Digital Short Film Fest), festival de cortometrajes realizados en formato digital. También ha comisariado diversas exposiciones de cómic y cine para festivales e instituciones (Sitges, San Sebastián, Madrid, Bilbao, Getxo, Valencia...). Desde 2013 es el fundador y uno de los impulsores de GRAF, feria dedicada al cómic de autor y la edición independiente, que cuenta con dos ediciones anuales en Barcelona y Madrid. Desde 2016 coordina Termicómic, jornadas de novela gráfica y autoedición en Málaga. En 2020 entra a formar parte de la organización de Comic Barcelona, coordinando el apartado Comic Vision, entre otras labores: en 2022 entra como director de contenidos y asesor principal.
Desde 2014 dirige TRACKING Bilbao, festival en torno a la cultura multidisciplinar en la era digital que reúne a creadores audiovisuales. Es asesor y programador en Azkuna Zentroa (La Alhóndiga) de Bilbao y La Térmica de Málaga, con actividades relacionadas con el cine y el cómic. Ha colaborado a su vez con el festival JA! de Bilbao, centrado en la literatura y arte con humor, y "Fun & Serious Game Festival", sobre videojuegos. Colabora con Virtualware, empresa tecnológica creada en Bilbao con proyección internacional.
Es miembro fundador de la productora Arsénico P.C., ahora Sayaka Producciones, junto con Nacho Vigalondo, Koldo Serra, Borja Cobeaga y Nahikari Ipiña. Ha dirigido y/o producido videoclips (para grupos como Fangoria, Deluxe, El sueño de Morfeo, Estopa, Zodiacs, Remate, Help Me Devil, Pantones, etc.) y numerosos spots. Con la dirección de "¡Ay, Haiti!", de Carlos Jean, se llevó en 2010 el premio al Mejor Videoclip del año de Los 40 Principales. Ha producido cortos de ficción y documentales(Avant Petalos Grillados, "Kinky Hoodoo Voodoo", Marisa, "Una calle. Cuatro estaciones", etc.), ha colaborado en la serie Qué vida más triste y en televisión en La hora de José Mota, y ha coordinado la producción y creatividad de eventos para empresas como Microsoft. En 2012 dirigió "SUPERPUSSIES", teatro para Calle 13 (Universal), una obra escrita por M. A. Martín. A finales de 2013 participa en el largometraje colectivo #SEQUENCE con la pieza "Un cuento infantil para adultos".
En 2014 dirige, produce y coescribe la película Neuroworld, basada en el imaginario de M. A. Martín, un #littlesecretfilm por Calle 13 que ha participado en numerosos festivales (Fant, Sitges, Gijón, México...). Ganadora del Premio del Público en el festival FKM de La Coruña.
En 2014 es galardonado con el premio Aixe Getxo en el apartado de artes visuales.
En 2019 dirige y escribe la Gala de Inauguración de Festival de Cine de San Sebastián, Zinemaldia.
En 2020 dirige la serie "'Encrucijada" para The Mediapro Studio, basada en experiencias reales de voluntarios de Cruz Roja. A su vez firma el octavo capítulo de la serie "Caminantes" (Mediapro, Orange).
En 2021 estrena como director el cortometraje 'Hikikomori', producido por Sayaka. Seleccionado en festivales internacionales y ganador de varios premios, entre ellos el mejor corto vasco en Fant Bilbao.
Dirige y presenta el programa radiofónico, también disponible en formato podcast, "La Hora Caníbal" para Bi FM, donde entrevista a personalidades relacionadas con la imagen, dibujantes, escritores, cineastas, youtubers, músicos...
Imparte clases magistrales y cursos, tanto de cine como cómic, en festivales y universidades (Universidad de Deusto, Universidad del País Vasco, Elisava Escuela Superior de Diseño, ECCBI...), y ha ejercido como jurado en diversas ocasiones en festivales de cine de peso como Sitges, Gijón, Gibara (Cuba), Semana de Cine Fantástico y de Terror de San Sebastián, Almería, Nocturna o el FIB, y en certámenes gráficos reputados como INJUVE, entre muchos otros. Ha escrito prólogos para diversos libros y cómics y ha moderado -o participado como ponente- en incontables mesas redondas y presentaciones.
Además, Borja Crespo ha trabajado como ilustrador para diversas revistas como Rolling Stone, Belio, TOS, Mono-Gráfico, La Guía del Cómic o La Comictiva, etc. Ha expuesto su trabajo en numerosas ocasiones en ciudades como Madrid, Barcelona, Bilbao o Moscú.
Como DJ ocasional ha pinchado en diferentes salas y eventos bajo el seudónimo "Brusko Dj", o con Koldo Serra ("Dj Phibes") bajo el nombre común de "2 Mary Djs" ("Txumaris"): Rock Star, Fever, Tupperware, Madklyn, festival de Sitges, San Sebastián, FANT, Almería, La Risa de Bilbao, etc.

## Filmografía
- Cortometraje "Tomatearen katarsia", 2024. Director y guionista. Festival de Cine de San Sebastián, Zinemaldia.
- "Interrupción", videoclip de Keox, 2022. Director y productor.
- Cortometraje "Hikikomori", 2021. Director y coguionista. Sayaka Producciones. Varios premios.
- Serie "Encrucijada", capítulo 1 a 4, 2020. Director. Mediapro.
- Serie "Caminantes", capítulo octavo, 2020. Director y coguionista. Mediapro.
- Gala Inauguración Festival de Cine de San Sebastián, Zinemaldia, 2019. Director y guionista.
- Galas Festival de Cine de San Sebastián, Zinemaldia, 2019.
- "Lithium", videoclip de The Owl Project, 2019. Director y productor.
- Largometraje colectivo "Histeria de Catalunya". Pieza "Souvenir de Barcelona", 2018. Director.
- Largometraje colectivo "Histeria de Espania". Pieza "PhotoZpain", 2017. Director.
- Spots Bilbao BBK Live (Basoa), 2016. Director y productor.
- Videotutoriales para The Modern Kids, cliente la ONCE, 2016. Productor.
- Piezas virales para Intermón (campaña "Sí me importa"), 2015. Director y productor.
- Piezas virales promocionales disco "Rumba a lo desconocido" de Estopa, 2015. Director y productor.
- "Atrapado en el tiempo", videoclip de Pantones, 2014-15. Director y productor.
- "Esta vez (lyric video)", videoclip de Diego Martín, 2015. Director.
- Largometraje "NEUROWORLD", 2014. Director, productor y coguionista. #littlesecretfilm por Calle 13.
- Largometraje "ESTIRPE", 2014-15. Director segunda unidad. Actor.
- Largometraje colectivo #SEQUENCE. Pieza "Un cuento infantil para adultos". 2013. Director y productor.
- "Da doo ron ron", videoclip de Pantones, 2013. Director y productor.
- "39", videoclip de Bravo Fisher!, 2013. Director y productor.
- "Me gusta", cortometraje, 2013. Codirector. Guionista.
- Spot digital de VirtualRehab para Virtualware, 2013. Director y productor.
- "La coleccionista", videoclip de Pantones, 2013. Director y productor.
- "Are you app?", serie para Movistar, cap. 6 a 10, 2013. Realizador.
- "El día de tu cumpleaños", videoclip de Pantones, 2012. Director y productor.
- “Behind the 8 ball”, videoclip de Help me devil, 2012. Codirector.
- "SUPERPUSSIES", teatro para Calle 13 (Universal), 2012. Obra escrita por M.A. Martín. Director.
- "You Have No End", videoclip del Plan B de Carlos Jean. 2012. Codirector junto a Alberto Álvarez.
- "Diario Fetish de Franceska", serie. 2012. Productor.
- "Kidzilla vs. Neobarna", video taller educativo Espai Cultural. 2012. Director y productor.
- "So tired of being good", videoclip de Help Me Devil. 2011. Director y productor.
- "Turn on the night", videoclip de Carlos Jean y Dj Nano (Muwom). 2011. Codirector junto a Alberto Álvarez.
- "Extraterrestre", largometraje de Nacho Vigalondo. 2011. Productor asociado (Sayaka).
- "Gigante", videoclip de Remate. 2011. Director y productor.
- "She Loves the jazz", videoclip de Jimmy Barnatán. 2011. Director.
- "Gimme the base", videoclip de Carlos Jean feat. M-and-Y. 2011. Codirector junto a Alberto Álvarez.
- "Lead the way", videoclip de Carlos Jean feat. Electric Nana. 2011. Codirector junto a Alberto Álvarez.
- "Lolaila Carmona", videoclip de Napoleón Solo. 2010. Director, producer.
- "¡Ay Haiti!", videoclip de VV.AA. (Shakira, Hombres G, Estopa, Miguel Bosé, Bebe, La oreja de Van Gogh, etc.), canción producida por Carlos Jean. 2010. Director, producer. Premio Mejor Videoclip Los 40 Principales.
- "Una calle. Cuatro estaciones". Documental. Dirigido por Ramón L. Bello. 2010. Productor.
- Spot “Euskadi celebración”. Agencia Arista. 2009. Director.
- “Con el vértigo en los talones”. Especial Nochevieja de José Mota (TVE). 2009. Realizador.
- "La hora de José Mota" (TVE). 2009. Realizador.
- Spot Kaiku, yogur Bifi. Agencia Laluca. Dirigido por Koldo Serra. 2009. Director de producción.
- “Marisa”, cortometraje, HD. Arsénico P.C. Dirigido por Nacho Vigalondo. 2009. Productor.
- Campaña “Euskadi made in”. Varios spots. Agencia Arista. Dirigidos por Koldo Serra. 2009. Equipo de dirección.
- "Cuerpo Triste", videoclip de Estopa dirigido por Koldo Serra, 2008. Director de Producción.
- "Odio Trabajar Aquí", videoclip de Zodiacs dirigido por Koldo Serra, 2008. Producción.
- “Limonchello”, cortometraje, 35 mm. Borja Cobeaga, Jorge Dorado, Luis A. Berdejo, 2007. Productor ejecutivo.
- "Pinball Rock", videoclip de Zodiacs dirigido por Inaz Fernández, 2007. Productor y ayudante de dirección.
- “Colillas en el suelo”, videoclip de Deluxe, 2007. Codirector junto a Koldo Serra.
- “Reno”, videoclip de Kepa Junkera. 2006. Director.
- “Body Clock”, videoclip de Atom Rhumba. 2006. Director.
- “Esta soy yo”, videoclip del grupo musical El sueño de Morfeo, 2006. Director.
- “Enero”, videoclip de Tontxu, 2006. Director.
- “Lavapies”, videoclip de Ela, 2006. Director.
- “Una chica normal”, videoclip de Zodiacs dirigido por Koldo Serra. 2006. Ayte. dirección.
- “Avant Pétalos Grillados”, cortometraje, 35 mm, 2006. De César Velasco Broca. Productor ejecutivo.
- “Sofía”, cortometraje, 35 mm, 2005. Productor ejecutivo.
- “Kinky Hoodoo Voodoo”, cortometraje, 16 mm/digital, 2004. De César Velasco Broca. Productor ejecutivo.
- “Despierta ya, viejo amigo”, videoclip de Maxia. 2003. Director.
- “El tren de la bruja”, cortometraje, 35 mm. Dirigido por Koldo Serra, 2003. Ayudante de dirección.
- “Snuff 2000”, 2002. Cortometraje. Director.
- “Crying Shoes”, videoclip de Fromheadtotoe, 1999. Director.
- “Electricistas”, videoclip para la canción de Fangoria, grupo musical de la popular cantante Alaska. Elegido como uno de los mejores videoclips de 1999 por los lectores de la revista “Rock de Lux”. Director.
- “Gárgaras”, seleccionado para su proyección en multitud de festivales. Betacam, 1998. Guionista y Director.
- "Amor de madre", cortometraje, 35 mm. Dirigido por Gorka Vázquez y Koldo Serra. 1998. Ayudante de dirección.
- "Háchame", cortometraje. 16 mm. Dirigido por Koldo Serra. 1996. Ayudante de dirección.
- “El Trivial Exterminador II”, cortometraje, VHS, 1995. Director, guionista, montaje.
- “El Trivial Exterminador”, cortometraje, VHS, 1994. Director, guionista, montaje.